# Селёдочный картофель
Селёдочный картофель (хе́рингскартофель, нем. Heringskartoffeln) — блюдо немецкой кухни, картофельная запеканка с солёной сельдью. Рецепт селёдочного картофеля обнаруживается в так называемых «военных кулинарных книгах» (нем. Kriegskochbuch) времён Первой мировой войны, учитывавших ограниченную доступность продуктов питания.
Сельдь для селёдочного картофеля предварительно вымачивают от соли. В смазанную жиром, иногда посыпанную панировочными сухарями форму для выпечки выкладывают поочерёдно слои мелко нарезанного отварного или сырого картофеля и
нарезанного кубиками или рубленого филе сельди, затем заливают в форму кислое молоко со взбитым яйцом и мукой и запекают.
Похожее блюдо из картофеля с солёной сельдью — «принцессин картофель» (нем. Prinzeßkartoffeln) готовят на сковороде, а не в духовом шкафу. Вымоченную и нарезанную кубиками сельдь обжаривают в сливочном масле с репчатым луком, затем добавляют очищенный и нарезанный картофель в мундире и мясной бульон, солят и перчат.